# Egon Schiele Museum

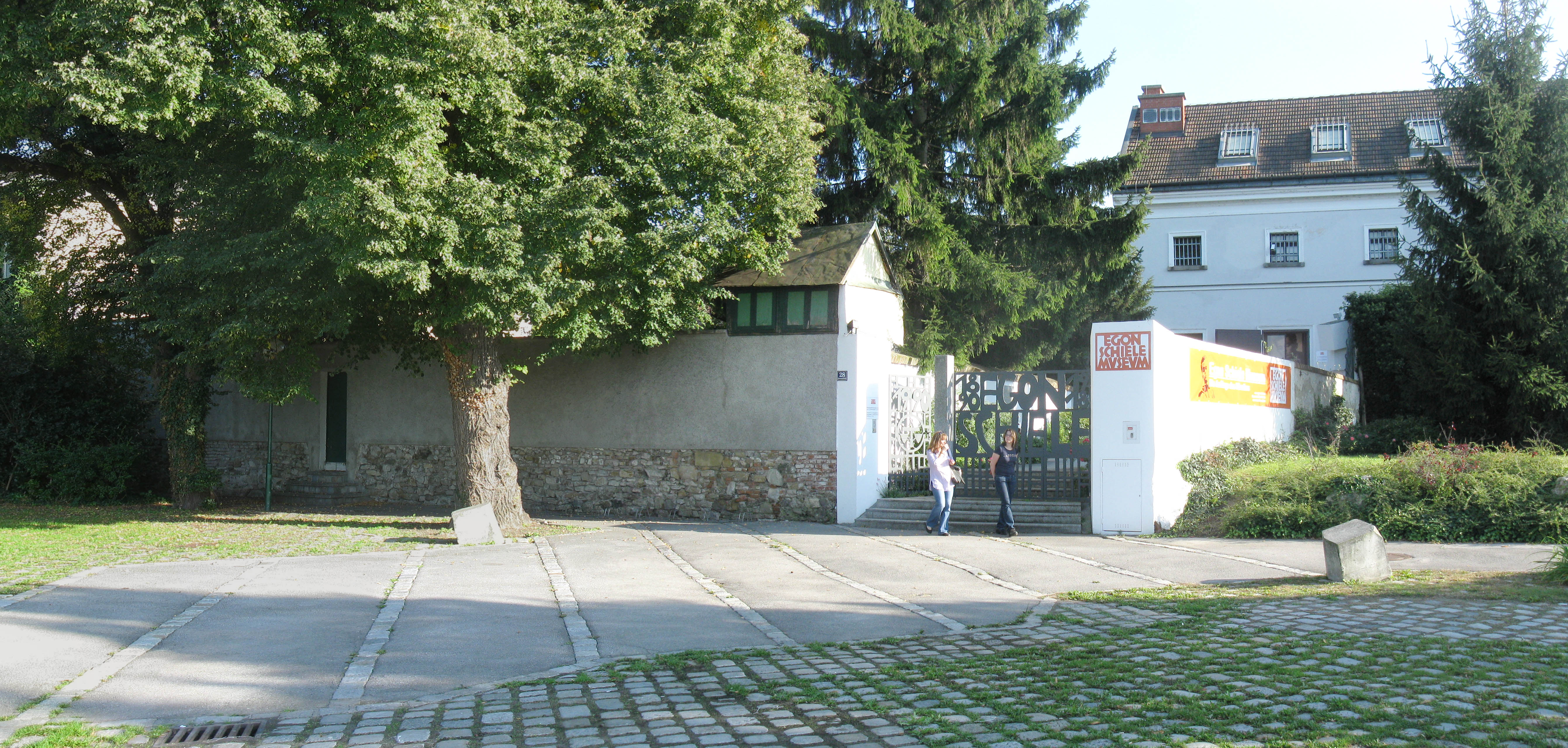
Egon Schiele Museum

Het Egon Schiele Museum  is een Neder-Oostenrijks museum voor beeldende kunst in Tulln an der Donau, gewijd aan de kunstschilder Egon Schiele. 

## Historie
De opening van het museum was op 12 juni 1990, de honderdste geboortedag van Egon Schiele. 
In het museum worden meer dan honderd objecten getoond in twaalf kamers. Het betreft negentig schilderijen van Schiele en veel foto's van zijn leven en zijn familie. Op de begane grond bevinden zich stukken die verband houden met Schiele's jeugd in Tulln, evenals overblijfselen uit zijn schooltijd in Klosterneuburg en zijn tijd als student in Wenen. 
Beroemde schilderijen zijn onder meer Blick über verschneite Weingärten auf Klosterneuburg die Schiele in 1907 schilderde, en de Alte Mühle uit 1916.